# Луций Анний Басс
Луций Анний Басс (лат. Lucius Annius Bassus) — римский политический деятель второй половины I века.
О происхождении Басса нет никаких сведений. В 52 году он находился на посту проконсула Кипра. В 68 году Басс участвовал в подавлении восстания иудеев. В 69 году он принимал участие в гражданской войне на стороне Веспасиана в качестве легата XI Клавдиева легиона. В 70 году Басс занимал должность консула-суффекта вместе с Гаем Леканием Бассом Цециной Петом. Его биография описана Клавдием Поллионом во времена Плиния Младшего.